# Stevie Riks
Stevie Riks (* 3. září 1967) je britský komik a imitátor. Svoje videa uveřejňuje převážně na YouTube. V roce 1988 se účastnil britské talentové soutěže New Faces, kterou pořádala Central Television. Také se objevil v BBC v pořadu Inside Out.
Riks se zaměřuje především na hudebníky šedesátých a sedmdesátých let, ačkoliv už imitoval i několik fotbalistů. Je prvním imitátorem, který parodoval všechny členy The Beatles, Bee Gees, The Rolling Stones a Queen. Svoje skeče natáčí doma na digitální kameru.

## Významné imitace
| - John Lennon - Paul McCartney - George Harrison - Ringo Starr - Ray Davies - Dave Davies - Noel Gallagher - Liam Gallagher - Marc Bolan - Freddie Mercury - Brian May - Roger Taylor - Mick Jagger - Keith Richards - Ronnie Wood - Charlie Watts - Eric Clapton - Elvis Presley - David Bowie - Elvis Costello - Michael Jackson | - Art Garfunkel - Paul Simon - Bing Crosby - Bob Dylan - Elton John - Cliff Richard - Barry Gibb - Robin Gibb - Maurice Gibb - Brian Wilson - Jeff Lynne - Tom Petty - Lemmy - Ozzy Osbourne - Sting - Donovan - Tom Jones - Davy Jones - Micky Dolenz - Michael Nesmith - George Best |